# Трубопроводный висячий мост через Амударью
Трубопроводный висячий мост через Амударью — висячий мост через реку Амударью в теснине Дульдульатлаган, соединяющий  Лебапский велаят Туркменистана с Хорезмской областью Узбекистана. Мост построен в 1964 году как трубопроводный, под две нитки магистрального газопровода Бухара — Урал, с возможностью пропуска автомобильной нагрузки. Длина основного пролёта составила 390 метров. Система моста — кабельная висячая с системой напряжённых наклонных подвесок. Мост некоторое время являлся крупнейшим мостом такой конструкции в Евразии, и по состоянию на 2013 год остаётся таковым на пространстве бывшего СССР.